# جورج آتکینز (دوچرخه‌سوار)
جورج آتکینز (انگلیسی: George Atkins؛ زادهٔ ۱۸ اوت ۱۹۹۱) دوچرخه‌سوار اهل بریتانیا است.